# Flik 32
A Fliegerkompanie 32 (rövidítve Flik 32, magyarul 32. repülőszázad) az osztrák-magyar légierő egyik repülőszázada volt.

## Története
A századot 1916 elején állították fel az ausztriai Straßhofban. Kiképzése után augusztus 15-én a román frontra irányították, bázisa a Karánsebes melletti tábori repülőtér volt. 1917-ben áthelyezték az olasz hadszíntérre; állomásai Haidenschaftban, Wippachban és Sankt Veit an der Glanban voltak. 1917. július 25-én az egész légierőt átszervezték; ennek során a század hadosztályfelderítői feladatot kapott (neve ekkortól Divisions-Kompanie 32, Flik 32D). 1917 október 24-től a 2. Isonzó-hadsereg részeként részt vett a 12. isonzói csatában; 1918 nyarán pedig Mansue repteréről indult bevetésekre a Piave-offenzívában. 1918 őszén egy újabb átszervezésben csatarepülői és oltalmazói vadászszázad (Schutzflieger- und Schlachtflieger-Kompanie 32, Flik 32S) lett. Ekkor Santa Maria la Longa volt a bázisa.
A háború után a teljes osztrák légierővel együtt felszámolták.

## Századparancsnokok
- Richard Hübner százados
- Ernst von Pfiffer százados

## Századjelzés
Az Isonzó hadsereg alárendeltségében a repülőszázad gépeire keskeny, függőleges, piros szegélyű fehér törzsgyűrűt festettek a pilótafülke és a farok között.   

## Repülőgépek
- Hansa-Brandenburg C.I
- Hansa-Brandenburg D.I